# AK-176
AK-176 – uniwersalna armata morska kalibru 76,2 mm konstrukcji radzieckiej, stosowana na licznych okrętach od lat 70 XX wieku.

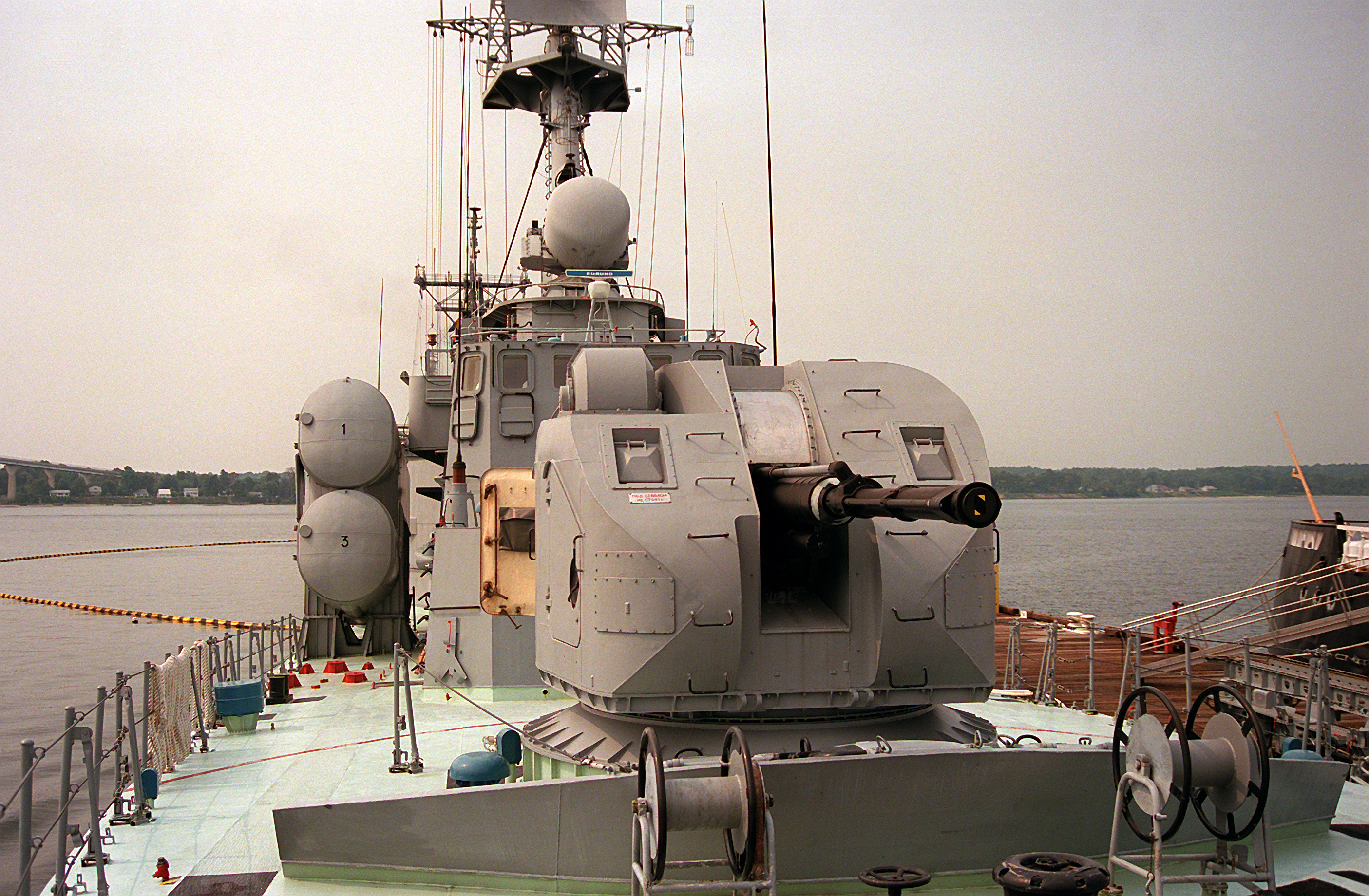
Armata na kutrze rakietowym projektu 1241RE „Hiddensee”

## Historia
Pod koniec lat 60 XX w. w ZSRR dostrzeżono potrzebę posiadania lekkiej armaty uniwersalnej średniego kalibru o stosunkowo dużej mocy ogniowej, która mogłaby stanowić uzbrojenie małych okrętów, w tym kutrów rakietowych i umożliwić im walkę artyleryjską z celami nawodnymi. W tym czasie, zachodnie lekkie okręty zaczęto uzbrajać w szybkostrzelną armatę 76 mm OTO Melara, dającą im relatywnie dużą siłę ognia. Wcześniej używana na okrętach radzieckich podwójnie sprzężona armata 57 mm AK-725 sprawiała problemy w eksploatacji i miała zbyt mały kaliber.
30 września 1969 roku marynarka ZSRR zatwierdziła wymagania na nową armatę automatyczną kalibru 76,2 mm. Główną częścią systemu stała się jednolufowa wieża artyleryjska z nowo opracowaną armatą, ponadto obejmował on system kierowania ogniem ze stacją radiolokacyjną MR-123. Prace rozpoczęto w 1970 roku w biurze konstrukcyjnym CNII Buriewiestnik w Gorkim pod oznaczeniem fabrycznym A-221, a 15 marca 1971 roku Rada Ministrów ZSRR zleciła budowę prototypu. Głównym konstruktorem był G. Ryndyk. Nowo opracowane działo przeszło próby państwowe na poligonie pod Leningradem między 14 kwietnia a 14 lipca 1977 roku. W 1979 roku wieża była poddana próbom morskim w rejonie Bałtyjska na kutrze rakietowym R-5 projektu 1241.1. 22 czerwca 1979 roku, zarządzeniem Ministra Obrony ZSRR, system został przyjęty na uzbrojenie pod oznaczeniem AK-176, po czym rozpoczęto produkcję wież w Gorkowskim Maszynostroitielnym Zawodzie w Gorkim.
Pod koniec lat 80 XX w. wprowadzono zmodernizowane armaty AK-176M, z nowym systemem kierowania ogniem MR-123-02, z kanałem telewizyjnym celownika i dalmierzem laserowym, co zwiększa odporność na zakłócenia. Wyeliminowano też usterki w układzie podawania amunicji. Opcjonalnie wieża mogła otrzymać lekkie opancerzenie przeciwodłamkowe.
W XXI wieku w Rosji Maszynostroitielnyj Zawod „Arsienał” (Zakład Budowy Maszyn Arsenał) w Petersburgu opracował i w 2017 roku zakończył próby nowej wersji armaty AK-176MA, odznaczającej się z zewnątrz nową wieżą z płaskimi pochyłymi ścianami. Według danych producenta, ponaddwukrotnie zwiększono w niej dokładność naprowadzania, dwukrotnie wzrosła celność i zwiększyła się szybkość naprowadzania. Masa stanowiska zmniejszyła się do 9 ton.
System AK-176 umożliwia zwalczanie celów morskich i brzegowych, a także, dzięki dużej szybkostrzelności, powietrznych, w tym pocisków przeciwokrętowych. Stał się podstawowym systemem artyleryjskim średniego kalibru na radzieckich małych okrętach, z eksportowymi jednostkami trafił też za granicę. Eksportowany był także sam system, do państw pozostających pod wpływem techniki radzieckiej i w tej postaci trafił m.in. do Polski (AK-176M) i Indii. Jest on odpowiednikiem zachodnich systemów typu OTO Melara 76 mm. Chiny w oparciu o AK-176 rozpoczęły produkcję własnej wersji armaty z wieżą o cechach stealth.

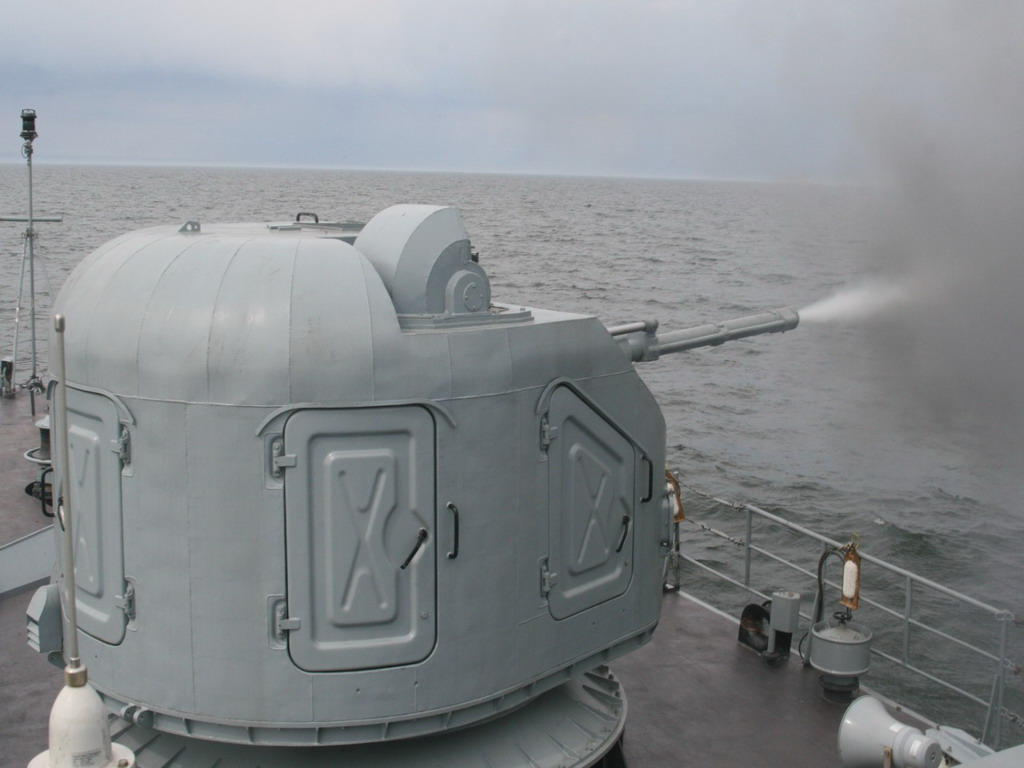
AK-176M na jednym z polskich okrętów w akcji

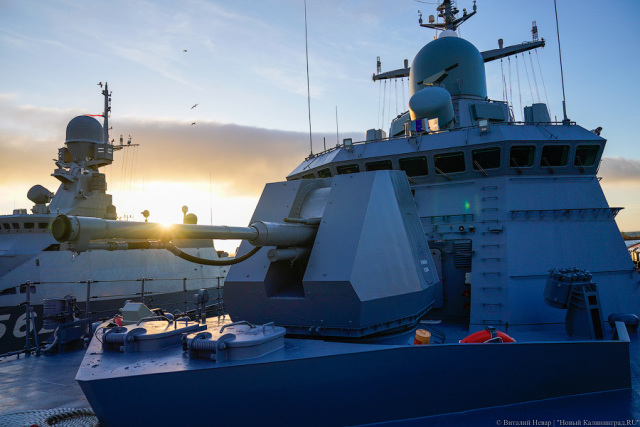
Rosyjska wersja z XXI wieku AK-176MA z nową wieżą

## Zastosowanie
Liczba wyprodukowanych armat była trudna do oszacowania, w 2007 roku przekraczała ona 200 sztuk. System AK-176 używany jest lub był na okrętach konstrukcji radzieckiej lub rosyjskiej poniższych typów (lista może nie być pełna; w nawiasach nazwy w kodzie NATO):
- kutry rakietowe projektów 1241.1, 1241RE, 12411 typu Mołnia (‘Tarantul’)
- korwety projektu 1241.2 typu Mołnia-2 (‘Pauk’)
- kutry rakietowe projektu 206MR (‘Matka’)
- korwety rakietowe projektu 1234.1 typu Owod (‘Nanuchka-III’)
- korwety projektu 1124M (‘Grisha III’)
- korwety projektu 1239 typu Siwucz (‘Dergach’)
- korwety projektu 11451 typu Sokoł
- korwety projektu 1166 typu Gepard
- okręty desantowe projektu 775M (‘Ropucha II’)
- kutry patrolowe projektu 10410 typu Swietlak (‘Svietlyak’)

System ten stosowany jest na używanych w Polsce kutrach rakietowych projektu 1241RE (‘Tarantul I’), a także na okrętach konstrukcji polskiej:
- ORP „Kaszub”
- Okręty rakietowe typu Orkan (proj. 660M)

Okręty konstrukcji innych państw:
- korwety typu 025 Khukri (Indie)
- korwety typu 025A Kora (Indie)
- korwety typu Contraamiral Eustațiu Sebastian (kod NATO: Tetal II) (Rumunia)
- korwety projektu 133.1 (kod NATO Parchim) (NRD)

Armaty AK-176MA:
- okręty patrolowe projektu 22160 typu Wasilij Bykow[4]
- okręty patrolowe projektu 23550[4]
- korwety projektu 22800 typu Karakurt[4]
- kutry rakietowe projektu 12418[4]

## Opis

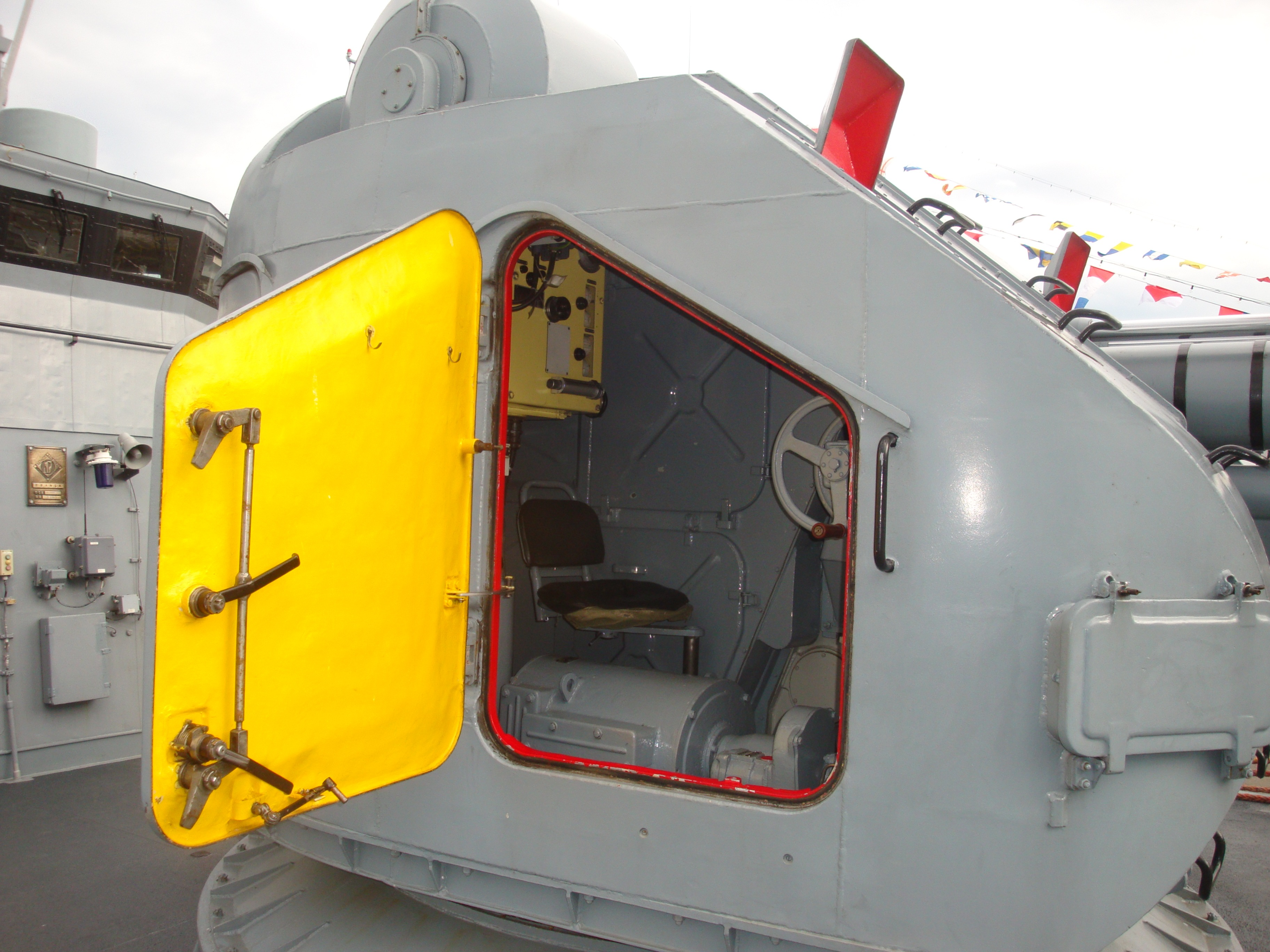
Armata z otwartym włazem dowódcy

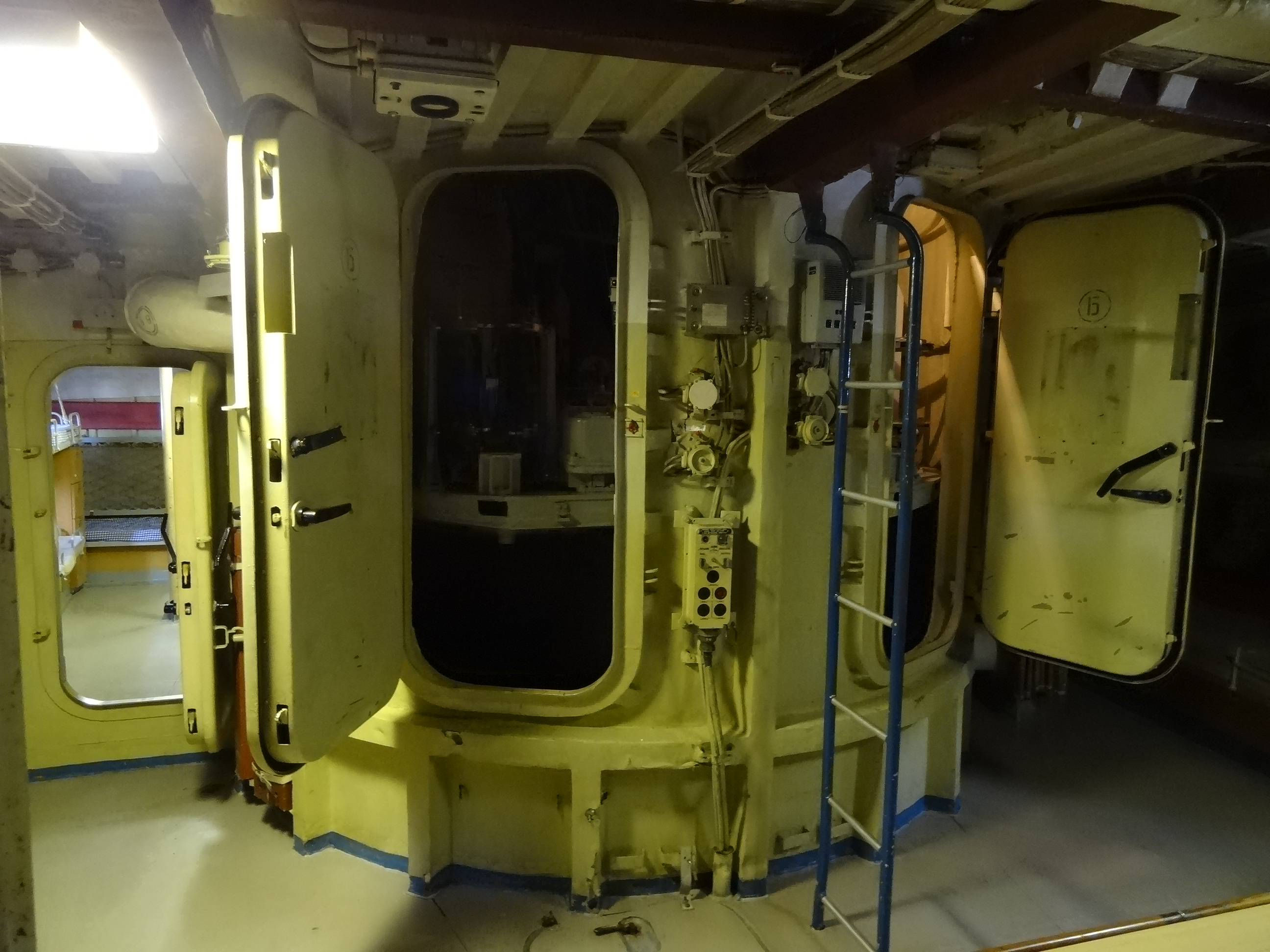
Barbeta pod pokładem z magazynem amunicji

Część artyleryjska składa się z armaty automatycznej kalibru 76,2 mm. Automatyka działa na zasadzie krótkiego odrzutu lufy. Lufa gwintowana, monoblokowa, wyposażona w przedmuchiwacz. Zamek pionowy, klinowy. Naboje donoszone automatycznie, z dwóch stron, z magazynu pod wieżą. Lufa ma system chłodzenia wodą zaburtową podczas strzelania. Maksymalna długość serii to 70 strzałów, po czym konieczne jest chłodzenie przez 20–30 minut. Żywotność lufy wynosi 2000 strzałów.
Ogień wieży jest kierowany za pomocą radaru artyleryjskiego MR-123/176 Wympieł (ozn. NATO Bass Tilt). Działo naprowadzane jest za pomocą napędu elektrycznego ESP-221, awaryjnie – ręcznie. Ogniem można kierować automatycznie (zdalnie na podstawie danych systemu kierowania ogniem), półautomatycznie (na podstawie wskazań z celownika optycznego Kołonka-221 umieszczonego poza wieżą na pokładzie okrętu) lub ręcznie, za pomocą celownika WD-221 (Kondiensor-221/A) w wieży. W wieży jest pięć włazów: cztery dla załogi po obu stronach i tylny właz serwisowy i ręcznego ładowania nabojów. Dowódca zajmuje miejsce w wieży po prawej stronie i w przypadku prowadzenia ognia automatycznie lub półautomatycznie jego rolą jest śledzenie poprawności działania mechanizmów.
Wysokość wieży od pokładu wynosi 2,6 m. Masa armaty z wieżą i platformą podwieżową: 11,2 t (bez amunicji) lub 13,1 t (z amunicją). Według innych źródeł, masa wynosi 10,45 t, a 11,2 t z opancerzeniem przeciwodłamkowym. Szybkość naprowadzania: w pionie 30°/s, w poziomie 35°/s (w trybie ręcznym odpowiednio 1,3° i 3°). Wieża wykonana jest dla zmniejszenia masy ze stopu aluminiowo-magnezowego AMg61, o grubości ścianek 4 mm.
Naboje zunifikowane są z nabojami armaty AK-726. Używane są naboje A3-UOFB-62 z pociskiem odłamkowo-burzącym A3-ZS/OF-62 z zapalnikiem uderzeniowym WG-67 przeciw celom nawodnym i lądowym lub A3-UZSB-62RP z pociskiem rozpryskowym A3-ZS/ZS-62 z radarowym zapalnikiem zbliżeniowym AR-51Ł przeciw celom powietrznym. Masa naboju scalonego wynosi 12,8 kg (wg innych danych 12,4 kg), w tym masa pocisku 5,9 kg.  Zapas amunicji w magazynie podwieżowym wynosi 152 naboje, można przechowywać dalszą amunicję poza magazynem.

## Dane taktyczno-techniczne
- kaliber: 76,2 mm
- długość lufy: 59 kalibrów (L/59) (inne dane L/54[1])
- liczba luf: 1
- kąt podniesienia: -15° +85°[6]
- prędkość podnoszenia lufy: 30°/s[6]
- szybkostrzelność: 30-120 strzałów/min
- masa pocisku: 5,9 kg
- masa naboju: 12,8 kg
- prędkość wylotowa pocisku: 980 m/s
- donośność:
  - pozioma: 16 km (efektywny zasięg 12 km)[6]
  - pionowa: efektywny zasięg 7 km
- masa armaty z wieżą (bez amunicji): 11 200 kg[6]
- masa armaty z wieżą (z amunicją): 13 100 kg[6]